# Jacquet de Berchem
Pour les articles homonymes, voir de Berchem.
Jacquet de Berchem (également connu sous le nom de Giachet ou Giachetto Berchem et Jakob van Berchem), né vers 1505 et mort avant le 2 mars 1567 , est un compositeur de l’école franco-flamande. Au milieu du XVIe siècle, il est célèbre en Italie pour ses madrigaux ; environ deux cents sont imprimés à Venise, et certains édités à plusieurs reprises en raison de leur grande popularité. Rabelais le mentionne dans le Quart Livre.

## Biographie

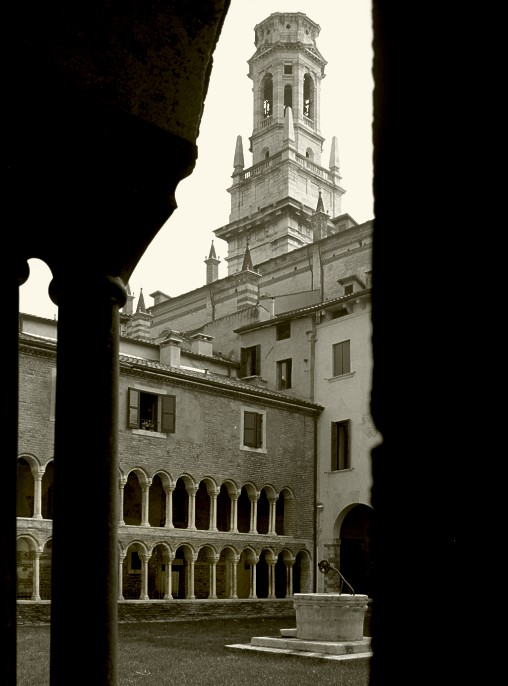
Le clocher de la cathédrale de Vérone, où Jacquet de Berchem est maître de chapelle de 1546 à 1550.

Jacquet de Berchem naît vers 1505 à Berchem (aujourd’hui un district d’Anvers). Il est mentionné pour la première fois dans des documents écrits parvenus jusqu’à l’époque contemporaine en 1539 ; à cette époque, il vit à Venise, comme beaucoup de musiciens venus des Pays-Bas. En 1538 ou 1539, certains de ses madrigaux sont publiés à Venise par Antonio Gardano, dans des recueils collectifs, aux côtés notamment de ceux de Jacques Arcadelt. Il étudie probablement auprès d’Adrien Willaert, fondateur de l’école vénitienne ; sa réputation grandit : son premier recueil de madrigaux est publié en 1546. Peut-être par l’intermédiaire de Willaert, il rencontre d’autres musiciens, ainsi que des notables, parmi lesquels Marcantonio Trivisano, doge de Venise en 1553-1554. Berchem lui dédie certaines de ses œuvres.
Entre 1546 et 1550, Berchem est maître de chapelle à la cathédrale Santa Maria Matricolare de Vérone. Une partie des œuvres qu’il compose au début des années 1550 est dédiée à Alphonse II d'Este, duc de Ferrare, à la cour duquel il a peut-être recherché un emploi. Vers 1550, Berchem quitte Vérone, et commence à cherche un emploi ailleurs en Italie : il fait la connaissance de mécènes à Rome et à Monopoli, et rencontre par l’intermédiaire de l’un d’entre eux Giustina de Simeonibus, issue d’une famille noble de la région, avec laquelle il se marie en 1553. Il passe le reste de sa vie à Monopoli, où il vit dans une relative aisance, grâce au mécénat du gouverneur, de l’évêque de Monopoli et aux ressources de son épouse.

## Œuvres
Jacquet de Berchem a écrit peu d’œuvres sacrées : deux messes et neuf motets lui sont attribués avec certitude ; elles sont de style plutôt « conservateur », il y utilise le cantus firmus, le canon, et d'autres dispositifs déjà d'usage courant pour la génération de compositeurs qui l'a précédé.
Sa réputation est principalement due aux deux cents œuvres profanes qui ont été conservées. La plupart sont des madrigaux italiens et des chansons françaises. Son style varie au cours de sa carrière : les premiers madrigaux, comme ceux du recueil de 1546, tendent vers les textures polyphoniques alors courantes au sein de l'école franco-flamande, tandis que les derniers, comme ceux du recueil de 1561, sont plus homophoniques et syllabiques, avec souvent une déclamation rapide du texte. Le sujet qu'il traite le plus souvent est l'amour, généralement non partagé ; il met en musique des textes de Pétrarque, de l'Arioste, de Luigi Tansillo, de Luigi Cassola, et d'autres.
L'une de ses entreprises les plus ambitieuses est une mise en musique de 91 strophes de l’Orlando furioso de l'Arioste, intitulée Capriccio (c'est le premier usage connu de ce terme comme titre d'une œuvre musicale), publié pour la première fois dans le recueil de 1561, édité par Antonio Gardano et dédié à Alphonse II d'Este. Alla dolc'ombra, publié en 1544, est peut-être la première tentative de création d'un cycle de madrigaux, antérieure aux groupes de madrigaux de Jan Nasco (en) et Vincenzo Ruffo, également actifs en Italie du Nord à la même époque. Le cycle de madrigaux est l'une des formes musicales précurseurs de l'opéra.

## Influence
Les madrigaux de Berchem sont largement imprimés et diffusés, souvent dans des versions instrumentales – tablatures pour luth. Des recueils publiés au XVIIe siècle incluent encore certaines œuvres de Berchem.
Il a souvent été confondu avec d'autres compositeurs de l'époque également nommés « Jacquet » ou « Jacques » (Jachet de Mantoue, Jacques Buus et Jacquet Brumel, organiste à Ferrare et fils d'Antoine Brumel) ; c'est peut-être pour cette raison, entre autres, qu'il a cherché à faire publier ses madrigaux dans des recueils ne contenant que ses propres œuvres - pratique peu fréquente à l'époque. Dans la préface du recueil de madrigaux à cinq voix publié en 1546, il fait explicitement référence aux « corbeaux qui se parent des plumes de l'aigle », visant les plagiaires et les erreurs d'attributions.
François Rabelais mentionne Berchem dans le prologue du Quart Livre (1546), mettant Berchem à la fin d'une liste des musiciens les plus célèbres de l'époque, qui commence avec Josquin des Prés et Johannes Ockeghem. Dans le contexte d'un long récit fait par Priape, dans lequel celui-ci se vante des dimensions de son sexe, ces musiciens chantent une chanson paillarde impliquant l'utilisation d'un maillet pour déflorer une jeune mariée.